# Komplex (psychologie)
V psychologii je pojmem komplex označován shluk vzájemně spjatých psychických obsahů, jež ovlivňují jednání člověka a jsou nevědomě asociovány či spojeny vždy s určitým tématem. Existence komplexů je uznávána především v rámci hlubinné psychologie, moderní psychopatologie či psychiatrie pojem většinou nepoužívá.[zdroj?]

## Obrana proti komplexu
Podle Carla G. Junga (1875–1961) je komplex nevědomý a do značné míry osamostatněný soubor představ a tendencí; může blokovat přirozený běh duševního života a může se projevovat až jako druhé já, které stojí v protikladu k vědomému já.
Z hlediska „já“ jsou čtyři možné vztahy ke komplexu: naprostá neznalost jeho existence, identifikace, projekce a konfrontace. Podrobněji:[zdroj?]
- Vytěsňování komplexu a s ním spojených pocitů a dalších psychických obsahů mimo vědomí stojí subjekt obvykle mnoho energie, a tak je daní za vytěsňování značná únava, či dokonce úplné vyčerpání a deprese. Vytěsňované obsahy se navíc mohou drát do vědomí ve formě různých nutkavých myšlenek a představ (různé katastrofické scénáře), nepřiměřených strachů či úzkosti i například formou závislostí. Vytěsněný komplex se může projevovat i jako kritický vnitřní hlas, který všechno shodí, zpochybní a nic mu není dost dobré.
- Při projektování připisuje subjekt to, co sám u sebe popírá, jiným lidem nebo věcem okolo sebe. Projekce způsobuje, že se bojí zaplavat si v moři a představuje si, že agresivní žraloci a bestiální chobotnice jen čekají, na koho by se vrhli a koho by zardousili. Zatím je to on sám, kdo v sobě potlačuje zlobu a odmítá si to přiznat.
- K identifikaci s komplexem dochází například ve chvíli, kdy se přísně vychovávaný a dosud nesmělý mladík při vstupu na vysokou školu a odloučení od rodičů náhle promění v nespoutaného bohéma a rebela trochu opilého nečekanou odvahou (srov. inflace).
- Teprve čtvrtý způsob zacházení s komplexem – konfrontace – je podle Junga zdravý a je součástí procesu individuace neboli vývoje jedince v jedinečnou osobnost. Konfrontace je prvním krokem k integrování osobnosti, jež byla dosud vnitřně rozpolcená.